# Кубок мира по шашкам-64 2017
Кубок мира по шашкам-64 2017 — соревнование по шашкам, этапы которого проводились в 2017 году. Проводено 6 этапов.

## Призёры
| Номер этапа | Название                                        | Дата                         | Основная программа                                                                                   | Быстрая программа                                                                                  | Молниеносная программа                                                                              |
| ----------- | ----------------------------------------------- | ---------------------------- | --- | -------------------------------------------------------------------------------------------------- | --------------------------------------------------------------------------------------------------- |
| 1           | «Португалия-2017»                               | 3-10 июня Албуфейра          | Русские шашки 28 участников из 8 стран 1. Арунас Норвайшас 2. Владимир Скрабов 3. Дмитрий Цинман     | Португальские шашки 31 участник из 8 стран 1. Мануэль Тиаго 2. Мануэль Важ Виера 3. Жозе Карлос    | Бразильские шашки 28 участников из 8 стран 1. Дмитрий Цинман 2. Владимир Скрабов 3. Геннадий Шапиро |
| 2           | «Римини-2017»                                   | 25 июня -1 июля Римини       | Русские шашки 22 участника из 5 стран 1. Арунас Норвайшас 2. Дмитрий Цинман 3. Владимир Скрабов      | Итальянские шашки 18 участников из 4 стран 1. Дмитрий Цинман 2. Руслан Пещеров 3. Андрей Гнелицкий | Бразильские шашки 22 участника из 4 стран 1. Владимир Скрабов 2. Дмитрий Цинман 3. Арунас Норвайшас |
| 3           | «Белые Ночи-2017»                               | 22-30 июля Санкт-Петербург   | Русские шашки 70 участников из 8 стран 1. Сергей Белошеев 2. Николай Стручков 3. Евгений Кондраченко | ----------                                                                                         | Русские шашки 86 участников из 14 стран 1. Сергей Белошеев 2. Денис Шогин 3. Николай Стручков       |
| 4           | «Кубок информационных технологий»               | 13-18 августа Казань         | Русские шашки 58 участников из 7 стран 1. Мират Жекеев 2. Дмитрий Цинман 3. Михаил Фёдоров           | ----------                                                                                         | Русские шашки 68 участников из 8 стран 1. Сергей Белошеев 2. Денис Шогин 3. Арунас Норвайшас        |
| 5           | «Грузия-2017»                                   | 5-11 ноября Тбилиси          | Русские шашки 24 участника из 5 стран 1. Сергей Белошеев 2. Арунас Норвайшас 3. Владимир Скрабов     | Бразильские шашки 24 участника из 6 стран 1. Сергей Белошеев 2. Дмитрий Цинман 3. Владимир Скрабов | Русские шашки 24 участника из 6 стран 1. Дмитрий Цинман 2. Сергей Белошеев 3. Владимир Скрабов      |
| 6           | Финал Кубка мира «Турнир Памяти Василия Сокова» | 2-10 декабря Санкт-Петербург | Русские шашки 56 участников из 8 стран 1. Владимир Скрабов 2. Дмитрий Цинман 3. Никита Волков        | ----------                                                                                         | Русские шашки 98 участников из 19 стран 1. Сергей Белошеев 2. Владимир Скрабов 3. Иван Токусаров    |

## Положение после 3 этапов
Первые 30  спортсменов
(всего 101 шашист из 16 стран)
| Место | Участник            | Страна     | Звание | Очки |
| ----- | ------------------- | ---------- | ------ | ---- |
| 1     | Владимир Скрабов    | Россия     | GMI    | 156  |
| 2     | Арунас Норвайшас    | Литва      | GMI    | 143  |
| 3     | Дмитрий Цинман      | Россия     | GMI    | 135  |
| 4     | Дмитрий Абаринов    | Россия     | MI     | 100  |
| 5     | Андрей Гнелицкий    | Россия     | MI     | 98   |
| 6     | Жанна Саршаева      | Россия     | GMIF   | 74   |
| 7     | Дмитрий Мельников   | Россия     | MI     | 64   |
| 8     | Сергей Белошеев     | Россия     | GMI    | 50   |
| 9     | Руслан Пещеров      | Россия     | MI     | 45   |
| 10    | Николай Стручков    | Россия     | GMI    | 45   |
| 11    | Олег Поликарпов     | Россия     |        | 41   |
| 12    | Евгений Кондраченко | Беларусь   | GMI    | 40   |
| 13    | Михаил Горюнов      | Россия     | MI     | 35   |
| 14    | Михаил Семенюк      | Беларусь   | MI     | 33   |
| 15    | Мануэль Тиаго       | Португалия |        | 32   |
| 16    | Юрий Кириллов       | Израиль    | MF     | 31   |
| 17    | Кирилл Дублин       | Россия     | MF     | 30   |
| 18    | Николай Макаров     | Россия     | MI     | 30   |
| 19    | Мануэль Важ Виера   | Португалия | GMI    | 30   |
| 20    | Жозе Карлос         | Португалия |        | 26   |
| 21    | Светлана Стрелкова  | Россия     | MFF    | 26   |
| 22    | Дмитрий Гусаров     | Россия     | MF     | 24   |
| 23    | Анна Филипенко      | Россия     | MFF    | 23   |
| 24    | Smine Miloud        | Марокко    |        | 22   |
| 25    | Виталий Еголин      | Россия     | MI     | 21   |
| 26    | Геннадий Шапиро     | Германия   | GMI    | 21   |
| 27    | Евгений Вязников    | Россия     | MF     | 21   |
| 28    | Денис Шогин         | Россия     | MI     | 18   |
| 29    | Нуно Виера          | Португалия |        | 16   |
| 30    | Владислав Беседин   | Россия     | MF     | 18   |

GMI — международный гроссмейстер

GMIF — международных гроссмейстеров среди женщин

MI — международный мастер

MIF — международный мастер среди женщин

MFF — мастер ФМЖД среди женщин